# اینترناتسیوناله (استان جامبیل)
اینترناتسیوناله (به قزاقی: Интернациональное، ينتەرناتسيونالنوە) یک منطقهٔ مسکونی در قزاقستان است که در شهرستان مرکی واقع شده‌است. اینترناتسیوناله ۱٬۹۴۴ نفر جمعیت دارد.